# 4 měsíce, 3 týdny a 2 dny
4 měsíce, 3 týdny a 2 dny (v rumunském originále 4 luni, 3 săptămîni și 2 zile) je rumunský film zabývající se tematikou potratů. Je prvním z filmové trilogie o životě ve »zlatých časech« Ceaușescova režimu.
Děj se odehrává v komunistickém Rumunsku roku 1987 a pojednává o těhotné vysokoškolačce Găbițě, která se rozhodne pro potrat, a Otilii, její spolubydlící z kolejí; ta jí pomáhá v úsilí zbavit se outěžku.
Snímek byl oceněn Zlatou palmou na festivalu v Cannes v roce 2007.

## Kritika
- Petr Fischer, Hospodářské noviny: Překážkou je až autentická doslovnost, zabírající prvou polovinu stopáže (intenzivní soustředění se na kulisy, zastiňující napětí kolem zákroku); tu zahání šťavnaté a nápaditě pojaté klaustrofobní scény z pokoje, kde se interruptor Pepe (originální Vlad Ivanov) chystá na výkon; vyznamenává se kamera, zabírající zapouštění interrupční sondy z Găbițina percepčního hlediska[p 1] – Laura Vasiliu ji, mírně roztřesenou a očima těkající, nemohla zahrát lépe. Nezaostává ani Anamaria Marinca v roli Otilie, jaté hrůzou (s až hitchcocovskou výmluvností) při pohledu na vyvržený zárodek[p 2] v hotelové koupelně. Zato místo tiché katarze na konec si režisér Cristian Mungiu neodpustil vrstvení kontrastů (není maso jako maso, svatba versus potrat) a i jisté zintenzivňování scén. Příklad filmu z komunistické éry, který nemusí nutně pojednávat o podstatě tehdejšího režimu.[1]